# La Chapelle-Gauthier (Seine-et-Marne)
La Chapelle-Gauthier település Franciaországban, Seine-et-Marne megyében. Lakosainak száma 1398 fő (2022. január 1.). La Chapelle-Gauthier Saint-Méry, Saint-Ouen-en-Brie, Sivry-Courtry, Bombon, Bréau, Le Châtelet-en-Brie, Châtillon-la-Borde, Les Écrennes és Fontenailles községekkel határos.

## Népesség
A település népességének változása:
| Lakosok száma | 1474 | 1460 | 1479 | 1454 | 1447 | 1441 | 1428 | 1420 | 1398 |
|               | 2013 | 2015 | 2016 | 2017 | 2018 | 2019 | 2020 | 2021 | 2022 |